# Hippa adactyla
Hippa adactyla is een tienpotigensoort uit de familie van de Hippidae. De wetenschappelijke naam van de soort is voor het eerst geldig gepubliceerd in 1787 door Fabricius.